# Ralf de Souza Teles
Ralf de Souza Teles (São Paulo, 9 juni 1984) — alias Ralf — is een Braziliaans voetballer die doorgaans speelt als middenvelder. In april 2022 verruilde hij Cianorte voor Vila Nova. Ralf maakte in 2011 zijn debuut in het Braziliaans voetbalelftal.

## Clubcarrière
Ralf leidde in 2009 Barueri naar het eerste seizoen ooit in de hoogste Braziliaanse competitie, namelijk de Série A. Zijn consistente optredens voor de club zorgde ervoor dat de controlerende middenvelder onder interesse kwam van meerdere topclubs. Tijdens de voorbereiding op het seizoen 2010 werd Ralf een van de aankopen van Corinthians. Op 13 juli 2012 verlengde de Braziliaan zijn verbintenis bij de club met drie extra seizoenen, ondanks interesse van diverse Europese clubs. In januari 2016 verhuisde Ralf naar buiten de Braziliaanse landsgrenzen. Bij het Chinese Beijing Guoan ondertekende hij een verbintenis voor de duur van twee jaren. Na twee seizoenen in China liet hij die club achter zich. In februari 2018 tekende Ralf tot en met 2020 voor zijn oude club Corinthians. Na periodes bij Avaí en Cianorte kwam Ralf in april 2022 terecht bij Vila Nova.

## Interlandcarrière
In 2011 mocht Ralf zijn debuut maken in het Braziliaans voetbalelftal. Op 10 augustus speelde hij met de Seleção op bezoek bij Duitsland (3–2 nederlaag). Van bondscoach Mano Menezes kreeg Ralf een basisplaats op een middenveld met Fernandinho en Ramires. In de eerste vijf wedstrijden voor het Braziliaanse team speelde de controlerende middenvelder telkens negentig minuten.
| Interlands van Ralf voor Brazilië | Interlands van Ralf voor Brazilië | Interlands van Ralf voor Brazilië | Interlands van Ralf voor Brazilië | Interlands van Ralf voor Brazilië | Interlands van Ralf voor Brazilië |
| №                                 | Datum                             | Wedstrijd                         | Uitslag                           | Competitie                        | Goals                             |
| Als speler bij Corinthians        | Als speler bij Corinthians        | Als speler bij Corinthians        | Als speler bij Corinthians        | Als speler bij Corinthians        | Als speler bij Corinthians        |
| --------------------------------- | --------------------------------- | --------------------------------- | --------------------------------- | --------------------------------- | --------------------------------- |
| 1                                 | 10 augustus 2011                  | Duitsland – Brazilië              | 3 – 2                             | Vriendschappelijk                 |                                   |
| 2                                 | 15 september 2011                 | Argentinië – Brazilië             | 0 – 0                             | Vriendschappelijk                 |                                   |
| 3                                 | 29 september 2011                 | Brazilië – Argentinië             | 2 – 0                             | Vriendschappelijk                 |                                   |
| 4                                 | 8 oktober 2011                    | Costa Rica – Brazilië             | 0 – 1                             | Vriendschappelijk                 |                                   |
| 5                                 | 20 september 2012                 | Brazilië – Argentinië             | 2 – 1                             | Vriendschappelijk                 |                                   |
| 6                                 | 22 september 2012                 | Argentinië – Brazilië             | 2 – 1                             | Vriendschappelijk                 |                                   |
| 7                                 | 25 april 2013                     | Brazilië – Chili                  | 2 – 2                             | Vriendschappelijk                 |                                   |
| 8                                 | 6 april 2013                      | Bolivia – Brazilië                | 0 – 4                             | Vriendschappelijk                 |                                   |